# Skorkov (Havlíčkův Brod-i járás)
Skorkov település Csehországban, a Havlíčkův Brod-i járásban. Skorkov Úsobí, Slavníč, Herálec, Zbinohy és Větrný Jeníkov településekkel határos. Lakosainak száma 95 fő (2024. január 1.).

## Népesség
A település lakosságának változását az alábbi diagram mutatja:
| Lakosok száma | 346  | 378  | 342  | 227  | 140  | 84   | 84   | 86   | 90   | 95   |
|               | 1869 | 1890 | 1921 | 1950 | 1980 | 2001 | 2017 | 2019 | 2022 | 2024 |